# Henri Prudon
 (signalé en mai 2025).
Si vous disposez d'ouvrages ou d'articles de référence ou si vous connaissez des sites web de qualité traitant du thème abordé ici, merci de compléter l'article en donnant les références utiles à sa vérifiabilité et en les liant à la section « Notes et références ».
- Archive Wikiwix
- Bing
- Cairn
- DuckDuckGo
- E. Universalis
- Gallica
- Google
- G. Books
- G. News
- G. Scholar
- Persée
- Qwant
- (zh) Baidu
- (ru) Yandex
- (wd) trouver des œuvres sur Wikidata

Pas d'image ? Cliquez ici

a Compétitions nationales et continentales officielles uniquement.

Henri Prudon, né le 9 mai 1927 à Mâcon (Saône-et-Loire) et mort le 4 mars 1981 à Brioude (Haute-Loire), est un joueur français de rugby à XIII évoluant aux postes d'Ailier ou d'arrière dans les années 1950 et 1960.
Il découvre le rugby à XIII tardivement et signe pour le R.C. Marseille en 1952. Il reste plusieurs années au sein de club pour disputer le Championnat de France dont il dispute la finale perdue de l'édition 1954 face au Bordeaux XIII malgré ses deux pénalités inscrites. Au sein du club marseillais, il remporte à une reprise le titre de Coupe de France en 1957. Il côtoie notamment Albert Lavantes, Joseph Grasseau, Roger Carmouze et Maurice André.

## Palmarès
- Collectif :
  - Vainqueur de la Coupe de France : 1957 (Marseille).
  - Finaliste du Championnat de France : 1954 (Marseille).
  - Finaliste de la Coupe de France : 1955 (Marseille).

### Détails en club
| Saison    | Saison       | Championnat           | Championnat | Coupe           | Coupe      |
| Saison    | Saison       | Comp.                 | Class.      | Comp.           | Class.     |
| --------- | ------------ | --------------------- | ----------- | --------------- | ---------- |
| 1952-1953 | RC Marseille | Championnat de France | 1/2 finale  | Coupe de France | 1/8 finale |
| 1953-1954 | RC Marseille | Championnat de France | Finaliste   | Coupe de France | 1/2 finale |
| 1954-1955 | RC Marseille | Championnat de France | 5e          | Coupe de France | Finaliste  |
| 1955-1956 | RC Marseille | Championnat de France | 1/2 finale  | Coupe de France | 1/2 finale |
| 1956-1957 | RC Marseille | Championnat de France | 1/2 finale  | Coupe de France | Vainqueur  |
| 1957-1958 | RC Marseille | Championnat de France | 8e          | Coupe de France | 1/4 finale |
| 1958-1959 | RC Marseille | Championnat de France | 13e         | Coupe de France | 1/2 finale |
| 1959-1960 | RC Marseille | Championnat de France |             | Coupe de France | 1/4 finale |
| 1960-1961 | RC Marseille | Championnat de France | 9e          | Coupe de France | 1/4 finale |